# محمية المسحبية
محمية المسحبية محمية طبيعية قطرية. تقع في الجنوب الغربي، وتبعد 120 كيلو متر عن الدوحة. تبلغ مساحتها 8 كم2. تنتشر فيها أنواع من النباتات البرية وأهمها النعيم والطمة والرمث وشوك الضبو والأسخير.